# حی غبیرا
حی غبیرا یک منطقهٔ مسکونی در عربستان سعودی است که در ریاض واقع شده‌است.